# Trods alt
Trods alt er en dokumentarfilm instrueret af Astrid Henning-Jensen, der også har skrevet filmens manuskript.

## Handling
Filmen beskriver i drama-dokumentarisk form to torturofres behandling på Rehabiliterings- og Forskningscentret for Torturofre (RTC) og deres møde med Danmark i øvrigt. Under behandlingen viser det sig, at de psykiske skader er endnu vanskeligere at helbrede end de fysiske mén. Filmens hovedpersoner genoplever deres egen tortur, og på trods af den fornedrelse, de har været udsat for, bliver de i stand til at overleve gennem den hjælp, som RTC kan yde. Behandlerne går nænsomt til værks. Og netop denne nænsomhed er noget helt centralt i denne film, hvor hovedpersoner og behandlere spiller sig selv.